# Monte Camino (Alpi Biellesi)
Il monte Camino è una montagna delle Alpi Biellesi alta 2.398 m. Si trova tra la valle Cervo propriamente detta e la conca di Oropa ed interessa il comune di Biella e un'isola amministrativa montana del comune di Andorno Micca. 
Come del resto tutta la conca di Oropa, le pendici meridionali del Camino sono state incluse nel 2005 nella riserva naturale speciale del Sacro Monte di Oropa.

## Descrizione

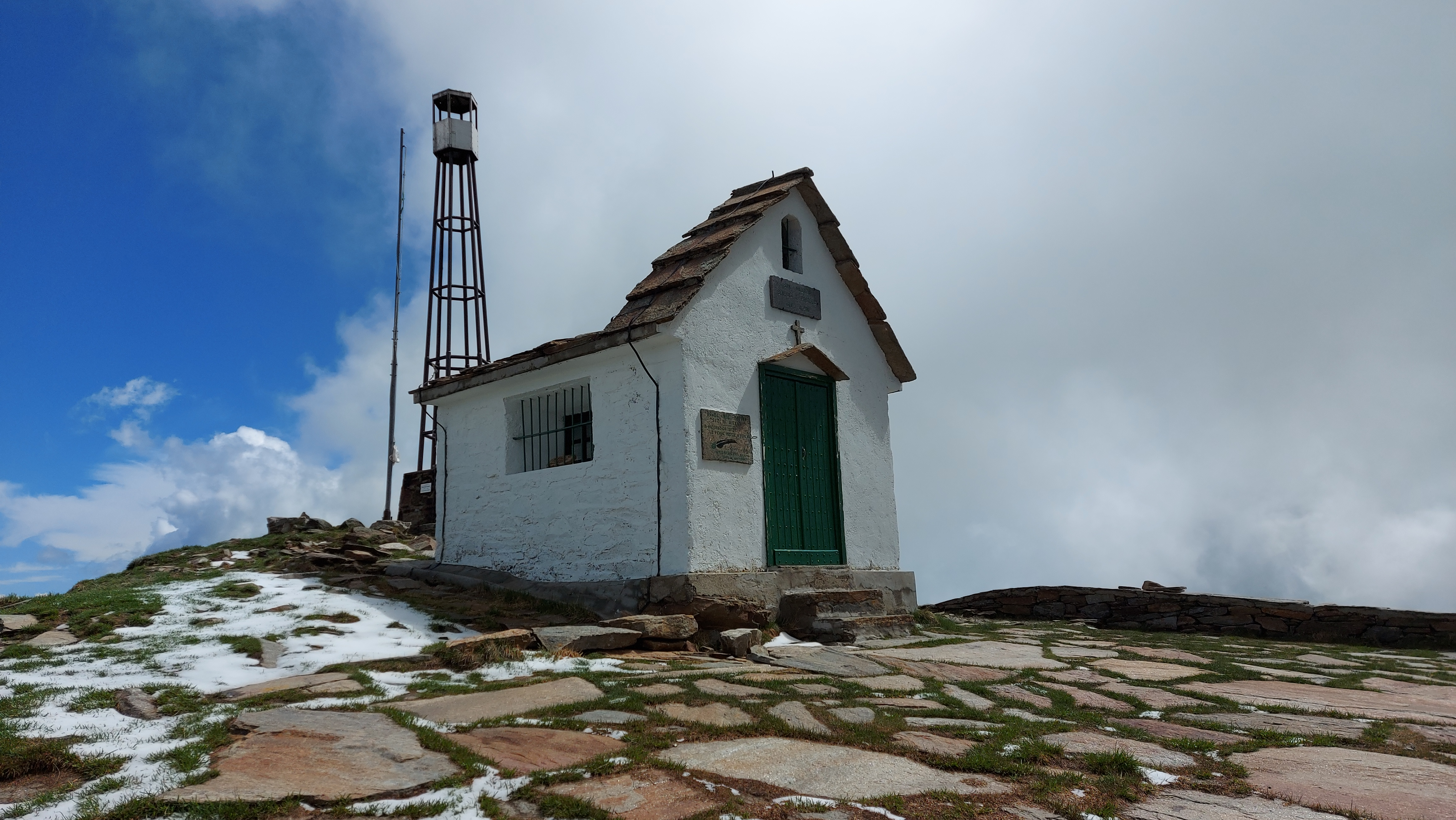
La cappella degli alpini collocata sulla vetta.

La montagna appartiene al costolone che si stacca in corrispondenza della cima della Balma d'Oropa (2.379 m) dalla cresta spartiacque Cervo-Lys e che divide il solco principale della Valle Cervo dalla conca di Oropa. 
È separata dal vicino monte Tovo dalla Bocchetta della Finestra (2.043 m), mentre un colletto a quota 2.308 la divide dalla cima della Balma d'Oropa. Sul versante sud attorno a quota 2000 si trova un piccolissimo specchio d'acqua e, appena sotto la vetta, sorge il rifugio Capanna Renata che offre diversi posti letto. Il rifugio, anche a causa del fermo per revisione della funivia di Oropa, nel 2024 era chiuso. Nell'ambito dei lavori per la riapertura dell'impianto a fune è prevista anche la ristrutturazione del rifugio.
Sulla vetta vi è una cappella dedicata agli alpini, e lì vicino si trova una lastra di marmo con alla base di un traliccio di ferro. Sulla lastra di marmo si trovano i punti cardinali e le distanze delle montagne in km in linea d'aria.
Dalla cima si gode un panorama sul Monte Rosa, il Cervino poi nella pianura fino all'Adamello oltre alla vista su Biella e sulle montagne dell'antistante valle Cervo.

## Salita alla vetta
Per salire sulla vetta si può partire da Oropa e passando dalla stazione intermedia delle funivie di Oropa.
Partendo dalla valle del Lys si può partire da Coumarial oppure da Pillaz, frazioni di Fontainemore, e passando per il Colle della Barma.

## Sci, escursionismo e skyrace
Una cestovia collega il rifugio Savoia e la stazione di monte della cabinovia di Oropa (Oropa sport) con la vetta della montagna, e permette la discesa in sci sul versante meridionale.
La via di accesso escursionistica più agevole è la mulattiera D21 che in circa un'ora e mezzo porta in vetta; anch'essa parte dalla stazione  Oropa sport e risale il versante sud del Camino, incrociando alcune volte la pista da sci.
Da vari anni si svolge a giugno la Biella-Oropa-Monte Camino, una gara di skyrunning su un percorso di 22 km e con 2.000 m di dislivello positivo .